# Simulium goeldii
Simulium goeldii är en tvåvingeart som beskrevs av Nelson Leander Cerqueira och Mello 1967. Simulium goeldii ingår i släktet Simulium och familjen knott. Inga underarter finns listade i Catalogue of Life.